# Lucia Vuolo
Lucia Vuolo, née le 15 février 1963 à Pagani, est une femme politique italienne. 
Elle est élue députée européenne le 26 mai 2019.